# FN P90
FN P90은, 파브리크 나시오날 드 에르스탈에서 개발한 기관단총이자 개인 방어 화기이다. 1990년대부터 실제 쓰이기 시작했다. P90을 위해 새롭게 개발된 5.7 x 28 mm탄을 사용하며, 불펍 형식이다. 독특한 50발 들이 탄창과 급탄 방식을 사용한다. 탄창의 탄약은 총열과 90도 각도를 이루고 있다가 급탄 시 회전하면서 총열과 일직선이 되어 장전된다.

## 대중 문화
- FPS 게임
  - 배틀그라운드 모바일에서 5.7mm탄을 쓰는 SMG P90으로 등장한다.
  - 배틀그라운드, 뉴스테이트 모바일에서 5.7mm탄을 쓰는 보급전용 SMG P90으로 등장한다.
  - 이스케이프 프롬 타르코프에서 대표적인 SMG으로 등장한다.
  - SCP - Containment Breach에서 기동특무부대 "구미호"와 함께 등장한다.
  - 로블록스 팬덤포스에서 SMG으로 등장한다.

- 평가
  - 뛰어난 화력과 독특한 디자인으로 많은 사랑을 받는 총기[출처 필요]라 현대전을 배경으로 한 다수의 대중매체에서 접할 수 있다. 따라서 이 총은 미래적인 디자인 때문에 미래 무기라고 하기도 한다.[출처 필요] 현재는 여러 대테러 부대와 SWAT(경찰특공대)들이 대표적으로 사용하는 MP5 기관단총과 라이벌 관계로 둘다 꾸준히 사용되고 있다.[출처 필요]

## 같이 보기
- ST Kinetics CPW